# Vitus Wurmdobler
Vitus Wurmdobler (* 1. Februar 1945 in Regenstauf) ist ein deutscher Restaurator. Wurmdobler lebt und arbeitet im rheinhessischen Erbes-Büdesheim und hat mit seiner Werkstatt in den vergangenen Jahrzehnten die Erhaltung, Restaurierung und Neugestaltung wichtiger Baudenkmäler nicht nur in der Region und Rheinland-Pfalz, sondern bundesweit mitgeprägt.

## Leben
Aufgewachsen ist Wurmdobler als viertes Kind des Kunstmalers Fritz Wurmdobler in der Oberpfalz, wo er nach dem Gymnasium die Ausbildung zum Kirchenmaler, Vergolder und Fassmaler absolvierte. Anschließend arbeitete er in verschiedenen Werkstätten, unter anderem in Freiburg im Breisgau und beim Mittelrheinischen Landesmuseum in Mainz. Im Mainzer Dommuseum leitete Wurmdobler bis 1976 die Restaurierungswerkstatt. Gemeinsam mit seiner Frau, der Malerin Damaris Wurmdobler, machte sich der Restaurator 1977 mit einem eigenen Betrieb selbständig und hat seither Restaurierungen und Gestaltungen in rund 140 Kirchen durchgeführt. Unter anderem arbeitete er in großen Häusern wie der Katharinenkirche in Oppenheim, der St.-Martin-Basilika in Bingen und dem Mainzer Dom. Auch in vielen kleinere Bauten war Wurmdobler tätig, beispielsweise in der Dreifaltigkeitskirche in Frankenthal und der Krypta von St. Matthias in Trier. In Wiesbaden hat Wurmdobler, der 1992 als Restaurator des Jahres ausgezeichnet wurde, die Jugendstilgestaltung der Lutherkirche wiederentdeckt und bewusst gemacht.
Die Betreuung der Fresken von Johann von Schraudolph (sog. „Schraudolph-Fresken“) aus dem Dom zu Speyer über drei Jahrzehnte hinweg zählt wohl zu den wichtigsten Arbeiten des Restaurators. Nach der Sicherung und Wiederherstellung des Chores der Herz-Jesu Kirche in Mainz-Mombach im Jahr 2001 wurde deren Chor in Abstimmung mit dem Diözesankonservator Hans-Jürgen Kotzur farbig ausgemalt. 2012 wurden die unter seiner Leitung restaurierten, riesigen Wandmalereien im Arp Museum Bahnhof Rolandseck erstmals seit 50 Jahren wieder der Öffentlichkeit zugänglich gemacht. Die Ausstellung mit dem Titel „Die Eroberung der Wand Nazarenerfresken im Blick der Gegenwart“ wurde bis zum 9. September 2012 gezeigt.